# Agia Irini
Agia Irini (Grieks: Αγία Ειρήνη) is een dorpje in het westen van Kreta, Griekenland met 84 inwoners (2011). Het ligt in de fusiegemeente Kantanos-Selino, in het departement Chania. Agia Eirini ligt aan de weg van Chania naar Sougia. 
Het dorpje ligt aan het begin van de Agia Irinikloof in het Lefka Ori gebergte. 